# Jaylinn Hawkins
Jaylinn Hawkins (Buena Park, 25 agosto 1997) è un giocatore di football americano statunitense che milita nel ruolo di safety per i New England Patriots della National Football League (NFL).

## Carriera

### Atlanta Falcons
Hawkins al college giocò a football con i California Golden Bears dal 2016 al 2019. Fu scelto nel corso del quarto giro (134º assoluto) del Draft NFL 2020 dagli Atlanta Falcons. Debuttò come professionista nella gara del primo turno contro i Seattle Seahawks mettendo a segno un tackle. La sua stagione da rookie si chiuse con 13 placcaggi e 0,5 sack in 12 presenze.